# 阿爾普峰
47°25′46″N 11°02′51″E / 47.42944°N 11.04750°E

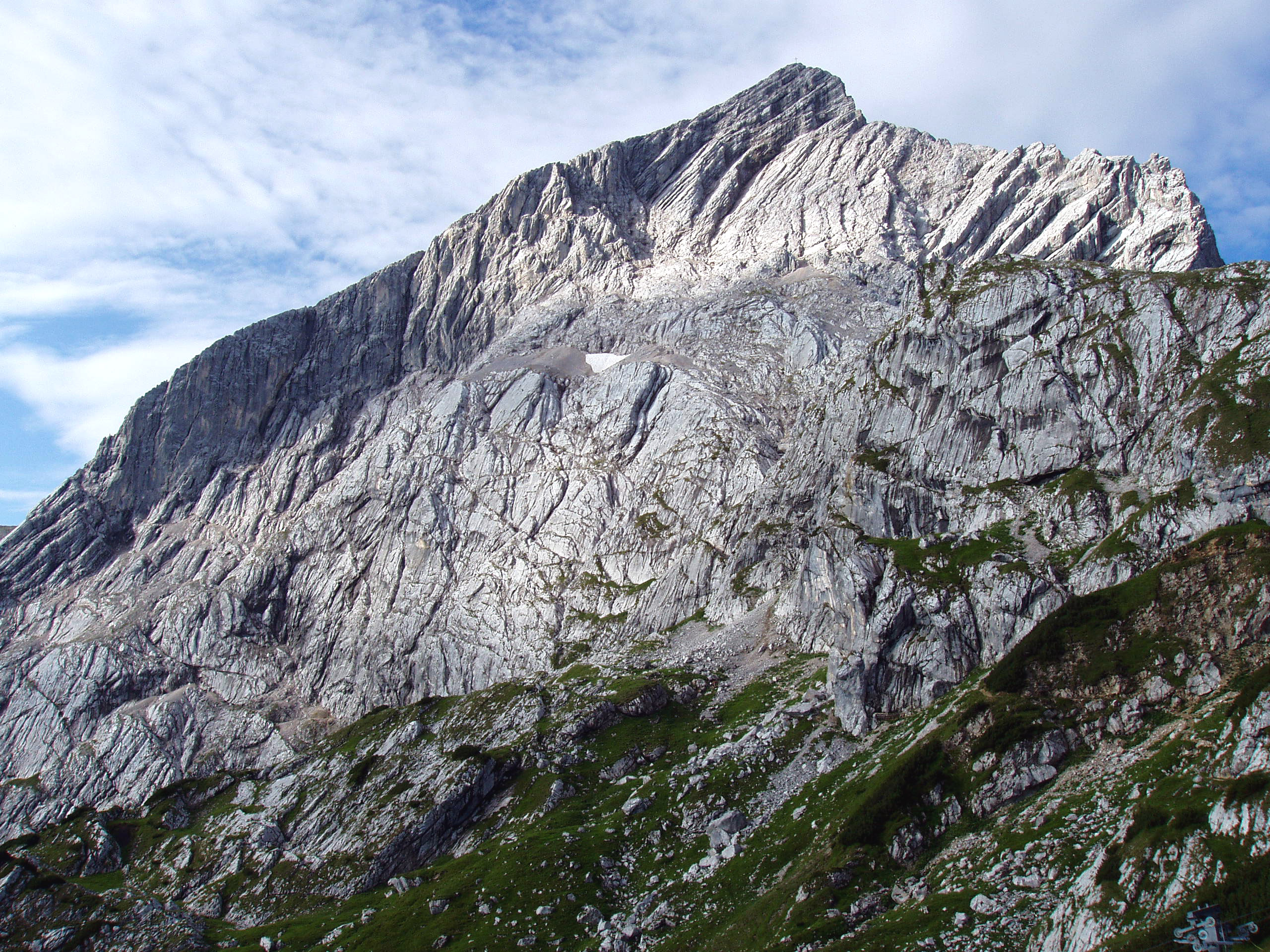

阿爾普峰（德語：Alpspitze），是德國的山峰，位於該國東南部，由巴伐利亞負責管轄，屬於韋特施泰因山脈的一部分，海拔高度2,628米，每年平均降雨量1,666毫米。